# Still Crazy After All These Years
Albums de Paul Simon
Paul Simon in Concert: Live Rhymin'
(1974) Greatest Hits, Etc.
(1977)
Still Crazy After All These Years est le quatrième album solo de Paul Simon, sorti en 1975. Il se classe en tête du hit-parade américain, tout comme le single 50 Ways to Leave Your Lover, et remporte le Grammy du meilleur album de l'année.

## Titres
Toutes les chansons sont de Paul Simon.

### Face 1
1. Still Crazy After All These Years – 3:26
2. My Little Town – 3:51
3. I Do It for Your Love – 3:35
4. 50 Ways to Leave Your Lover – 3:37
5. Night Game – 2:58

### Face 2
1. Gone at Last – 3:40
2. Some Folks' Lives Roll Easy – 3:14
3. Have a Good Time – 3:26
4. You're Kind – 3:20
5. Silent Eyes – 4:12

## Musiciens
| - Paul Simon : chant, guitare - John Tropea (en) : guitare électrique - Patti Austin : chœurs - Art Garfunkel : chant (2) - Phoebe Snow : chant (6), chœurs - Joe Beck : guitare électrique - Michael Brecker : saxophone soliste - Bob James : piano électrique - David Sanborn : saxophone - Grady Tate : batterie - Pete Carr : guitare électrique - Sivuca : accordéon, chant - Ralph MacDonald : percussions - Chicago Community Choir : chœurs - Barry Beckett : piano électrique - Eddie Daniels : saxophone | - Gordon Edwards : basse - Jerry Friedman : guitare électrique - Steve Gadd : batterie - Roger Hawkins (en) : batterie - David Hood : basse - The Jessy Dixon Singers (en) : chœurs - Tony Levin : basse - Hugh McCracken : guitare - Leon Pendarvis : piano - Valerie Simpson : chœurs - Richard Tee : piano - Toots Thielemans : harmonica - Phil Woods : saxophone - Kenny Ascher (en) : orgue, piano électrique - Dave Matthews : cuivres |

## Certifications
| Pays                  | Certification | Unités certifiées |
| --------------------- | ------------- | ----------------- |
| Canada (Music Canada) | Platine       | 100 000           |
| États-Unis (RIAA)     | Or            | 500 000           |
| Royaume-Uni (BPI)     | Or            | 100 000           |